# Aliens versus Predator

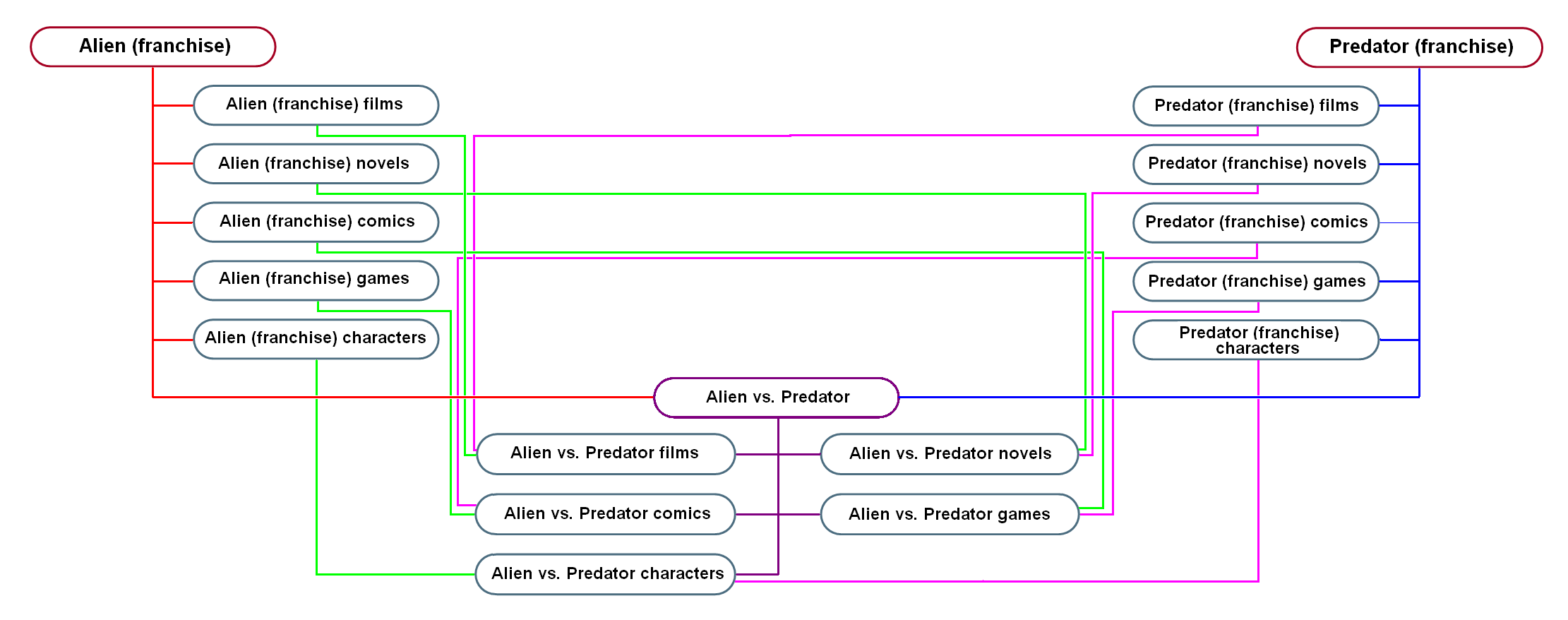
Alien, Predator, en de crossovers tussen beide

Aliens versus Predator is een reeks succesvolle computerspellen. De reeks combineert de titelwezens uit de filmreeksen Alien en Predator. Tot nu toe zijn er zes spellen verschenen in de Aliens versus Predator-reeks. De meeste zijn zogenoemde first person shooters, wat inhoudt dat men door de ogen van de personages kijkt en een hoop moet schieten.

## Aliens versus Predator (1999)
Dit eerste deel introduceerde de stijl van de reeks, waarbij de speler drie campagnes kan doen: Alien, Predator of mens. Alle drie de soorten zijn sterk gebaseerd op hun tegenhangers op het witte doek; de mariniers zijn gebaseerd op die uit Aliens (1986). De drie campagnes zijn echter praktisch onverwant; ze hebben geen relatie tot elkaar.

## Aliens versus Predator: Gold Edition (2000)
Deze 'gouden editie' is een verbeterde versie van het oorspronkelijke spel, de graphics zijn verbeterd en er zijn hier en daar wat kleine veranderingen gemaakt.

## Aliens versus Predator 2 (2001)
Dit spel kan worden gezien als het hoogtepunt in de reeks. Voor de graphics werd een nieuw bedrijf gehaald, dat de wezens en omgevingen tot in het detail uitwerkte. Aliens versus Predator 2 heeft tussenfilmpjes, en drie campagnes van 7 missies die elk een verhaal vertellen. En de verhaallijnen komen elkaar tegen. Zo zal de speler als alien of marinier in een missie een Predator in een capsule tegenkomen- die Predator wordt in de Predator-campagne gespeeld. Het spel speelt in de jaren 2230 en 2231, rond een jaarwisseling, op de planeet LV-1201 (gebaseerd op LV-426 uit Alien en Aliens).

## Aliens versus Predator 2: Primal Hunt (2002)
Dit uitbreidingspakket van Aliens versus Predator 2 bevat 9 missies, 3 per soort, en speelt zich een paar maanden voor zijn voorganger af. De graphics zijn verbeterd en een hoop dingen uit het vorige spel worden in Primal Hunt verklaard. Als Predator speelt men een personage dat in 1730 op LV-1201 in een krachtveld werd opgesloten, samen met een alien-parasiet. 500 jaar later ontwaakt hij. Aan het einde van zijn campagne sterft hij. Die alien, een 'Predalien' (kruising tussen alien en Predator), wordt in de alien-campagne gespeeld. De marinierscampagne heeft een vrouw in de hoofdrol, Dunya. Dunya speelde in het vorige spel een (kleinere) rol. De personages hebben geen eigen verhaallijn.

## Aliens versus Predator: Extinction (2003)
Extinction is een vernieuwing in de reeks. Het is de eerste Aliens versus Predator voor de PlayStation 2 (de vorige waren voor de computer), en het is geen first person shooter. In plaats daarvan is het een zogenoemde real time strategy, wat inhoudt dat de speler een groep mariniers, Predators of aliens bestuurt die oorlog tegen de vijand moeten voeren.

## Aliens versus Predator 2: Gold Edition (2004)
Deze gouden editie is geen verbeterde versie van Aliens versus Predator 2, maar een combinatiepakket van dat spel en Primal Hunt.

## Aliens VS. Predator (2010)
Een first-person shooter voor de Xbox 360, PlayStation 3 en pc. Deze is helemaal vernieuwd met een single player mode waarbij de speler als mens, alien of predator kan spelen. Ook heeft dit deel een online multiplayer modus. Alle soorten hebben hun eigen "Story line." Dit betekent dat elk soort een ander verhaal lijn heeft. Bij de predator begin je in een ruïne met oefening om aliens te doden. Je kan ook 5 verschillende wapens gebruiken bij de predator.
| Wrist Blades               | Throwing Spear                    | Smart disc                                      | Proximity Mines                                                                                 | Shoulder Cannon           |
| -------------------------- | --------------------------------- | ----------------------------------------------- | ----------------------------------------------------------------------------------------------- | ------------------------- |
| Normaal aanvallen          | 1 Doel meteen dood                | Meerdere doelen verzwakken/uitschakelen         | Een explosie op meerdere doelen                                                                 | Licht en sterk schot      |
| Tegen iedereen gemakkelijk | Als iemand stil staat "Easy Kill" | Goed tegen Meer mensen of weg springende aliens | Makkelijk voor een ingang tegen iedereen effectief Ook voor een ingang tegen iedereen effectief | Makkelijk en zelfrichtend |

De Marinier heeft 6 soorten wapens.
| VP78 Pistol                                     | ZX-76 Shotgun                                      | M41A/2 Pulse Rifle                      | M59/B Smartgun                                   | M260B Flamethrower                       | M42C Scoped Rifle               |
| ----------------------------------------------- | -------------------------------------------------- | --------------------------------------- | ------------------------------------------------ | ---------------------------------------- | ------------------------------- |
| Alleen als er geen andere wapen is              | Makkelijk voor dichtbij                            | Snel en nauwkeurig op voldoende afstand | Nauwkeurig en slim                               | Goed als er veel vijanden dichtbij staan | Zeer effectief op afstand       |
| Snel met single of triple shots, niet effectief | Dit is tegen iedereen effecttief (alleen dichtbij) | Vanaf begin verkrijgbaar en veel kogels | Erg effectief tegen snelle aliens, richt vanzelf | De brandstof is snel op                  | Schiet niet snel maar erg sterk |

De alien heeft alleen zijn tong, staart en klauwen.
In dit spel is ook een multiplayer-functie, waardoor je met vrienden kan spelen en nog meer avonturen kan beleven. Er zijn verschillende game-types:
| Deathmatch                        | Mixed species deathmatch                                      | Species deathmatch                            | Predator hunt | Infestation | Domination                              | Survivor                                                                                           |
| --------------------------------- | ------------------------------------------------------------- | --------------------------------------------- | --- | --- | --------------------------------------- | -------------------------------------------------------------------------------------------------- |
| Hierbij moet je iedereen verslaan | Hierbij zit je in een team bestaand uit verschillende soorten | Hierbij zit je in een team van dezelfde soort | Hierbij is 1 speler de predator, die probeert de rest te doden. De rest moet de predator doden om er zelf 1 te worden. | Dit begint met mensen en 1 alien. De alien probeer de mensen te doden. Als dat lukt wordt de dode ook een alien. Zo moeten de aliens samen de mensen allemaal doden. | Dit gaat om vlaggen halen en verdedigen | Hierbij moet je in een team zorgen dat je in leven blijft terwijl je wordt aangevallen door aliens |

Je kunt survivor ook in je eentje doen.

## Verfilmd
In 2004 kwam er een film uit, onder andere gebaseerd op de reeks computerspellen: Alien vs Predator van Paul W.S. Anderson, met in de hoofdrollen Sanaa Lathan, Raoul Bova en Lance Henriksen. Deel twee werd in 2007 onder de naam Aliens vs. Predator: Requiem uitgebracht.